# Cabinet Kretschmann I
Pour les articles homonymes, voir Cabinet Kretschmann.
Land de Bade-Wurtemberg
Mappus Kretschmann II
Le cabinet Kretschmann I (en allemand : Kabinett Kretschmann I) est le gouvernement du Land de Bade-Wurtemberg entre le 12 mai 2011 et le 12 mai 2016, durant la quinzième législature du Landtag.

## Coalition et historique
Dirigé par le nouveau ministre-président écologiste Winfried Kretschmann, ce gouvernement est constitué et soutenu par une « coalition verte-rouge » entre l'Alliance 90 / Les Verts (Grünen) et le Parti social-démocrate d'Allemagne (SPD). Ensemble, ils disposent de 71 députés sur 138 au Landtag, soit 51,4 % des sièges.
Il est formé à la suite des élections législatives régionales du 27 mars 2011.
Il succède donc au cabinet du chrétien-démocrate Stefan Mappus, soutenu par une « coalition noire-jaune » entre l'Union chrétienne-démocrate d'Allemagne (CDU) et le Parti libéral-démocrate (FDP). 
À l'occasion de ce scrutin, la CDU, qui dirige le Land depuis 1953, n'est pas en mesure d'empêcher la formation d'une coalition l'excluant du gouvernement et se retrouve, pour la première fois, dans l'opposition. C'est également la première fois dans l'histoire allemande qu'un écologiste dirige, de façon permanente, un gouvernement, et que le SPD est partenaire minoritaire dans une autre alliance qu'une « grande coalition » avec la CDU. Dans ce Land, c'est la seconde fois que la direction de l'exécutif revient à un représentant d'un « petit parti ».
Au cours des élections législatives régionales du 13 mars 2016, la coalition perd sa majorité absolue à la suite du très fort recul du SPD, qui abandonne plus de la moitié de ses forces parlementaires. En conséquence, Kretschmann, dont le parti a viré en tête pour la première fois de toute son histoire électorale, entreprend des discussions avec la CDU dans l'optique de constituer une « coalition verte-noire », là encore inédite. Les négociations ayant abouti, Kretschmann forme son second cabinet.

## Composition

### Initiale (12 mai 2011)
| Poste                                                                                        | Ministre | Ministre                                                                                   | Parti  |
| -------------------------------------------------------------------------------------------- | -------- | ------------------------------------------------------------------------------------------ | ------ |
| Ministre-président                                                                           |          | Winfried Kretschmann                                                                       | Grünen |
| Vice-ministre-président Ministre des Finances et de l'Économie                               |          | Nils Schmid                                                                                | SPD    |
| Ministre sans portefeuille                                                                   |          | Silke Krebs                                                                                | Grünen |
| Ministre de l'Intérieur                                                                      |          | Reinhold Gall                                                                              | SPD    |
| Ministre de la Justice                                                                       |          | Rainer Stickelberger                                                                       | SPD    |
| Ministre de l'Éducation, de la Jeunesse et des Sports                                        |          | Gabriele Warminski-Leitheußer (jusqu'au 07/01/2013) Andreas Stoch (à partir du 23/01/2013) | SPD    |
| Ministre de la Science, de la Recherche et de la Culture                                     |          | Theresia Bauer                                                                             | Grünen |
| Ministre du Travail, des Affaires sociales, de la Famille, des Femmes et des Personnes âgées |          | Katrin Altpeter                                                                            | SPD    |
| Ministre des Transports et des Infrastructures                                               |          | Winfried Hermann                                                                           | Grünen |
| Ministre de l'Environnement, du Climat et de l'Énergie                                       |          | Franz Untersteller                                                                         | Grünen |
| Ministre du Milieu rural et de la Protection des consommateurs                               |          | Alexander Bonde                                                                            | Grünen |
| Ministre de l'Intégration                                                                    |          | Bilkay Öney                                                                                | SPD    |
| Ministre des Affaires fédérales, européennes et internationales                              |          | Peter Friedrich                                                                            | SPD    |